# Cirrospilus iphigenia
Cirrospilus iphigenia är en stekelart som först beskrevs av Girault 1939.  Cirrospilus iphigenia ingår i släktet Cirrospilus och familjen finglanssteklar. Inga underarter finns listade i Catalogue of Life.